# Touchin' on My
"Touchin' on My" é o segundo single do 3OH!3 , do seu álbum Streets of Gold .O single foi lançado como a segunda parte do "Countdown to Streets of Gold" na sequência "My First Kiss" como um download digital em 18 de Maio de 2010.

## Desempenho nas paradas
"Touchin' on My" estreou no Hot 100 da Billboard em 29 de maio de 2010, no número 49, bem como canadense Hot 100 , no número 22.

## Charts
| Chart (2010)                          | Peak position |
| ------------------------------------- | ------------- |
| Canadá Canadian Hot 100               | 22            |
| Estados Unidos U.S. Billboard Hot 100 | 49            |